# Epitonium heloris
Epitonium heloris é uma espécie de molusco gastrópode marinho da família Epitoniidae, na ordem Caenogastropoda. Foi classificada por Tom Iredale, em 1936, e descrita originalmente como Mazescala heloris, sendo distribuída pelo Sudeste Asiático, nas Filipinas.

## Descrição da concha
Possui uma concha turriforme, de branca a amarelada, com abertura circular e sem canal sifonal, dotada de um relevo de costelas lamelares e pouco espaçadas, ligeiramente curvadas em direção à protoconcha; atingindo até 1 centímetro de comprimento.

## Distribuição geográfica
Esta espécie está distribuída pelo Sudeste Asiático, nas Filipinas.

O arquipélago filipino é o habitat da espécie E. heloris.